# شو كيتامورا
شو كيتامورا (باليابانية: 北村祝) هو لاعب كرة قدم ياباني في مركز الوسط، ولد في 9 مايو 1996 في كولون في الصين. لعب مع نادي كيتشي.

## وصلات خارجية
- شو كيتامورا على موقع قاعدة بيانات كرة القدم.إي يو (الإنجليزية)
- شو كيتامورا على موقع قاعدة بيانات كرة القدم.إي يو (الإنجليزية)
- شو كيتامورا على موقع Soccerway.com (الإنجليزية)